# 파더 앤 도터
《파더 앤 도터》(영어: Fathers and Daughters, 이탈리아어: Padri e figlie)는 2015년 공개된 이탈리아와 미국의 합작 드라마 영화이다.

## 줄거리
영화는 과거의 어린 케이티와 아버지 제이크의 이야기, 그리고 현재의 성인이 된 케이티의 이야기가 교차하며 전개된다. 제이크는 퓰리처상을 수상한 작가로, 아내와 딸 케이티를 매우 사랑하지만, 파티에서 아내와 다투던 중 교통사고를 당한다. 아내는 사망하고 제이크는 뇌 손상을 입어 발작을 일으키게 된다. 치료를 위해 병원에 입원하는 동안 케이티는 이모 부부와 함께 지내게 된다. 
제이크는 치료 후 퇴원하지만, 발작 증세가 재발하는 등 혼자 딸을 키우는 데 어려움을 겪는다. 뇌 손상으로 인해 글쓰기에도 어려움을 겪게 되고, 그의 다음 책은 비평가들의 혹평을 받는다. 이모 부부는 케이티를 입양하려 하지만 제이크는 이를 거부한다. 양육권 분쟁으로 이어지고, 그는 마지막 작품에 모든 것을 쏟아붓는다. 그러나 마지막 작품을 완성한 후, 제이크는 발작으로 인해 사고로 사망하고, 그의 마지막 작품은 사후에 퓰리처상을 받게 된다.
25년 후, 케이티는 심리학 대학원생이 되어 방탕한 생활을 하며 깊은 관계를 맺는 것을 두려워한다. 그녀는 사회복지사로 일하며 엄마를 잃고 말문을 닫은 소녀 루시와 교감하지만, 루시가 입양되면서 다시 상처를 받는다. 그러다 아버지의 작품을 숭배하는 남자 카메론을 만나 연인 관계가 된다. 카메론과 가까워지지만 여전히 친밀한 관계에 어려움을 겪던 케이티는 결국 그를 속이고, 카메론은 이를 알고 분노한다. 하지만 케이티는 카메론에게 사랑을 고백하고, 결국 두 사람은 다시 만나 키스하며 화해한다.

## 배역
- 러셀 크로 - 제이크 데이비스 역
- 에런 폴 - 캐머런 역
- 디아네 크루거
- 어맨다 사이프리드 - 케이티 역
  - 카일리 로저스 - 어린 케이티 역
- 쿼벤저네이 월리스
- 재닛 맥티어
- 옥타비아 스펜서
- 제인 폰다
- 브루스 그린우드
- 라이언 이골드